# Deborah R. Coen
Pour les articles homonymes, voir Coen.
Deborah Rachel Coen est une historienne des sciences américaine.

## Formation et carrière
Elle obtient un Bachelor of Arts en physique à Harvard, une Maîtrise en histoire et philosophie des sciences à Cambridge, et un doctorat en histoire des sciences à Harvard.
Elle a été professeure durant 10 ans au Barnard college de l'université Columbia où elle enseigne l'histoire des sciences et l'histoire européenne moderne, puis a pris en charge le programme d'histoire des sciences et de la médecine à l'université Yale.

## Travaux
Elle s'est intéressée à la physique moderne et aux sciences environnementales dans l'histoire culturelle et intellectuelle de l'Europe centrale. Ses derniers travaux portent sur l'histoire de l'étude du changement climatique,.
Son premier livre, Vienna in the Age of Uncertainty: Science, Liberalism, and Private Life paru en 2007, s'intéresse à une  dynastie scientifique,la famille Exner-Frisch, comportant notamment Karl von Frisch, Adolf Exner et Karl Exner.
En 2013 elle publie The Earthquake Observers: Disaster Science from Lisbon to Richter, dans lequel elle examine l'histoire de la sismologie comme une forme de « science citoyenne ». Au XIXe siècle, les réseaux d'observateurs de séismes ont transformé les tremblements de terre en expériences naturelles à l'intersection du comportement humain et de la physique planétaire.

Carte simplifiée des climats mondiaux.

En 2018 elle publie Climate in Motion: Science, Empire, and the Problem of Scale qui est la première étude de la science des dynamiques climatiques avant l'ère informatique. Coen explique que les éléments essentiels de la compréhension moderne du climat ont émergé des manières de penser à travers les échelles d'espace et de temps, dans un état — la monarchie des Habsbourg, ensemble hétéroclite de royaumes médiévaux et de lois modernes — où une telle manière de penser était un impératif politique. En liant la climatologie des Habsbourg aux expériences politiques et artistiques à la fin de l'empire d'Autriche, Coen enracine une science en apparence ésotérique, la science de l'atmosphère, aux expériences quotidiennes dans une première ère de globalisation. Jusqu'aux années 1850, c'est le modèle antique, essentiellement d'Aristote, qui prévalait en matière de conception du climat et de l'atmosphère : un climat globalement statique, une sorte de coque sphérique partagée latitudinalement en zones de température fixe. L'émergence d'un nouveau paradigme, que Coen nomme « climatologie dynamique », vient de scientifiques tels que le météorologue Julius Hann, qui explore les relations entre vent dominant, chute de pluie et températures moyennes, ou le géographe Alexander Supan, qui établit le système de classification globale des zones climatiques. Et Coen montre que le fait que ces scientifiques soient tous issus de l'empire des Habsbourg s'explique par la structure même de l'empire. Singulièrement l'étude à la fin du XIXe siècle des azalées par Anton Kerner Ritter von Marilaun, professeur de botanique à l'université d'Innsbruck, a joué un rôle étonnamment important dans la nouvelle conception de la climatologie : leur effet indicateur de changement climatique a pu être vérifié grâce à la variété des climats disponibles à travers l'empire étendu.
Coen explique également que le groupe de scientifiques, soutenu par un réseau d'« universités, instituts, museums, herbaria, stations d'observation, maisons d'édition et bureaux gouvernementaux, a pu développer la climatologie, la météorologie et la métaphore de la circulation atmosphérique comme la preuve scientifique de la ‘naturalité’ de l'empire. Ce groupe a développé une science conçue pour montrer l'interdépendance dynamique de régions avec une topographie, une hydrographie et une végétation très diverses. Comme le vent d'Autriche apporte la pluie aux plaines de Hongrie,et les neiges alpines alimentent les pays du Danube, ainsi chaque région fournit le nécessaire climatique dont sa voisine manquerait. ».

## Prix et distinctions
Elle reçoit le prix Pfizer en 2019 pour son livre Climate in Motion: Science, Empire, and the Problem of Scale.
Pour Vienna in the Age of Uncertainty elle a reçu le prix Susan Abrams décerné par les University of Chicago Press, le prix Barbara Jelavich de l'Association for Slavic, East European, and Eurasian Studies, ainsi que le prix du livre de l'Austrian Cultural Forum.
The Earthquake Observers est finaliste du prix du livre Turku de l'European Society for Environmental History.

## Publications
- Climate in motion : science, empire, and the problem of scale (University of Chicago Press, 2018)
- The earthquake observers : disaster science from Lisbon to Richter (2013)
- (en) Deborah R. Coen, Vienne à l'âge de l'incertitude. Science, libéralisme et vie privée [« Vienna in the Age of Uncertainty. Science, Liberalism, and Private Life »], Chicago, Univ. of Chicago Press, 2007, 380 p. (ISBN 978-0-226-11172-8 et 0-226-11172-5)
- Vienna in the age of uncertainty : science, liberalism, and private life (2007), University of Chicago Press, Chicago, 2007, 380 p.  (ISBN 978-0-226-11172-8)
- Intimate universality : local and global themes in the history of weather and climate
- (en) Deborah R Coen, « Big is a Thing of the Past: Climate Change and Methodology in the History of Ideas », Journal of the History of Ideas, vol. 77, no 2,‎ 1er janvier 2016, p. 305-321 (DOI 10.1353/JHI.2016.0019)
- (en) Deborah R Coen, « Imperial climatographies from Tyrol to Turkestan », Osiris, vol. 26,‎ 1er janvier 2011, p. 45-65 (DOI 10.1086/661264)
- (en) Deborah R Coen, « A lens of many facets. Science through a family's eyes », Isis, vol. 97, no 3,‎ 1er septembre 2006, p. 395-419 (DOI 10.1086/508074)
- The Common World: Histories of Science and Domestic Intimacy, Modern Intellectual History 11 (2014): 417-438.